# 2762 Fowler
A 2762 Fowler (ideiglenes jelöléssel 1981 AT) a Naprendszer kisbolygóövében található aszteroida. Edward L. G. Bowell fedezte fel 1981. január 14-én.